# Tư đồ
Tư đồ (chữ Hán: 司徒) là một chức quan cổ ở một số nước Đông Á.
Ở Trung Quốc, chức này có từ thời Tây Chu, đứng sau các chức hàng tam công, ngang các chức hàng lục khanh, và được phân công trách nhiệm về điền thổ, nhân sự, v.v...
Thời Hán Ai Đế, chức thừa tướng thuộc hàng tam công được đổi tên thành đại tư đồ, rồi đến thời Hậu Hán thì đại tư đồ được đổi thành tư đồ. Như thế, tư đồ trở thành thuộc hàng tam công.